# Phrynobatrachus albolabris
Phrynobatrachus latifrons là một loài ếch trong họ Petropedetidae. Chúng là loài đặc hữu của Ghana.
Các môi trường sống tự nhiên của chúng là đầm nước và đầm nước ngọt có nước theo mùa.